# Morian Hansen
Morian Hansen, właśc. Jens Henning Fisker Hansen (ur. 10 stycznia 1905 w Frederikssund, zm. 10 lutego 1995) – duński żużlowiec.

## Życiorys

### Kariera sportowa
Pierwszy finalista IMŚ w historii duńskiej w sporcie żużlowym. Wystąpił dwukrotnie w IMŚ, w 1936 i 1937 r., za każdym razem zajmując na stadionie Wembley w Londynie jedenaste miejsce; dopiero 33 lata później w finale IMŚ w roku 1970 we Wrocławiu pojawił się kolejny duński finalista IMŚ, dwudziestoczteroletni wówczas Ole Olsen, który w latach późniejszych zdobył trzy razy mistrzostwo świata.
Hansen startował w lidze angielskiej, w klubach m.in. West Ham Hammers, Hackney Wick Wolves i Bristol Bulldogs, gdzie występował aż do wybuchu II wojny światowej.

### II wojna światowa
Walczył jako żołnierz i lotnik w czasie II wojny światowej.

## Przynależność klubowa
Wielka Brytania
- West Ham Hammers (1936)
- Hackney Wick Wolves (1937)
- Bristol Bulldogs (1938–1939)

## Osiągnięcia
Indywidualne Mistrzostwa Świata
- 1936 -  Londyn - 11. miejsce - 15 pkt → wyniki
- 1937 -  Londyn - 11. miejsce - 15 pkt → wyniki

## Odznaczenia
- Medal za Udział w Wojnie 1940–45[1]
- Krzyż Wybitnej Służby Lotniczej
- Medal Jerzego
- Gwiazda za Wojnę 1939–1945
- Gwiazda Lotniczych Załóg w Europie
- Gwiazda Birmy
- Gwiazda Francji i Niemiec
- Medal Wojny 1939–1945
- Medal Obrony[2]